# Prúsies I
Prúsies I (en llatí Prusias, en grec antic Προυσίας) va ser rei de Bitínia de l'any 228 aC al 180 aC, conegut com a Χωλός ('el Coix').
Era fill de Zeiles al que va succeir a la seva mort circa l'any 228 aC, i net de Nicomedes I. El primer esdeveniment conegut és una guerra contra la ciutat de Bizanci potser l'any 220 aC, que estava aliada amb Rodes i tenia el suport d'Àtal I de Pèrgam i del general Aqueu, que s'havia apropiat de la sobirania a l'Àsia Menor. Els aliats van intentar dominar Bitínia aixecant un pretendent, Tiboetes, oncle de Prúsies, però no van tenir èxit i Prúsies va conquerir diverses possessions bizantines a Àsia mentre els tracis els pressionaven pel costat europeu, fins que els bizantins van signar una pau desavantatjosa, segons Polibi.
El 217 aC se'l menciona entre els prínceps que va enviar diversos regals als rodis després del gran terratrèmol que va causar molta destrucció; el 216 aC va derrotar un exèrcit de gals (gàlates) als que Àtal I de Pèrgam havia cridat a Àsia per tenir al seu servei i havien esdevingut el terror dels països veïns.
Quan va esclatar la guerra entre Filip V de Macedònia i els romans, Prúsies va donar suport al macedoni, al que estava emparentat per matrimoni; li va enviar alguns vaixells i va envair els territoris d'Àtal, arxienemic de Filip, que així va haver de tornar des de Grècia, o es trobava, per defensar el seu propi regne l'any 207 aC, com diu Titus Livi. El 205 aC Bitínia va ser inclosa al tractat de pau entre Filip i els romans. Després de la guerra, Filip i Prúsies van unir les seves forces i van assetjar Cios, que va caure a les seves mans. Filip la va fer saquejar i va vendre els seus habitants com esclaus, i la ciutat es va lliurar a Prúsies.
A la confrontació entre Filip i els romans (200 aC a 196 aC) no sembla que hi participés. El 191 aC el rei Antíoc III el Gran va buscar l'aliança de Prúsies, però el rei, que en principi va escoltar les peticions d'Antíoc, va cedir als arguments de Luci Corneli Escipió i del seu germà Publi Corneli Escipió i es va aliar amb Roma, encara que realment no va tenir cap part en la guerra que va seguir.
Al final de la guerra va esclatar altre cop la lluita entre els regnes de Bitínia i de Pèrgam, on ara era rei Èumenes II de Pèrgam. Com que no va obtenir el suport romà, Prúsies va donar asil al cap cartaginès Hanníbal, que el va ajudar en la seva guerra contra Èumenes, però Prúsies no estava disposat a enfrontar-se amb els romans. Quan el senat romà van enviar Flaminí a demanar l'entrega d'Hanníbal, no s'hi va oposar, i Hanníbal només va poder escapar de caure en mas dels romans mitjançant el suïcidi.
Als darrers anys, després d'apoderar-se de Cieros, Tieios, i altres dependencies d'Heraclea del Pont, va assetjar aquesta ciutat i en el setge va ser ferit per una pedra que el va deixar coix, raó per la qual va rebre el sobrenom del Coix.
Va morir a una data incerta però probablement anterior (encara que no gaire) al 179 aC (entre 183 aC i 180 aC). Se'l considera fundador o restaurador de Cios i Mirlea (Myrleia) a la Propòntida, una de les quals es va dir Prusas i l'altra Apamea (del nom de la seva dona). Una altra ciutat, Cieros, també la va reanomenar Prusas. Cap al final del seu regnat va haver de cedir a Pèrgam la Frígia Hel·lespòntica, probablement pel tractat que va acabar amb la guerra entre els dos regnes, segons diu Estrabó.